# Ирбах, Никифор
Никифор Ирбах (Николай Ирабакидзе-Чолокашвили, груз. ნიკოლოზ ჩოლოყაშვილი (ნიკიფორე ირბახი), 1585—1658) — грузинский первопечатник, создатель первого печатного текста на грузинском языке (Лоретанская литания, 1629).

## Биография
От родителей получил имя Николай.
Происходил из знатного кахетинского тавадского рода Ирубакидзе—Чолакашвили. Отец, Оман Ирубакидзе-Чолакашвили, был видным грузинским военачальником, мать Барбарэ (Варвара) — дочерью арагвского эристава.
Старший сын Омана — Кайхосро был известен как дипломат, полководец (моурав Марткопи) и поэт — автор поэмы «Оманиани».
Ещё в юном возрасте, в 1596 году, Николай был отправлен в Рим, где обучался в греческой школе и возвратился в Грузию в 1608 году. Перед возвращением, ещё в Риме, он принял постриг под именем «Никифор».
После разорения страны в 1614 году войсками иранского шаха Аббаса I Никифор перебрался в Иерусалим, где 13 лет подвизался иноком в грузинском Крестовом монастыре (1614—1626).
В 1626—1629 годах находился с дипломатической миссией в Европе. По возвращении в Грузию был поставлен настоятелем собора Метехи.
В 1629 г. в Риме был издан «Грузинско-итальянский словарь», составленный итальянцем Стефано Паолини при содействии Никифора Ирбаха. Целью создания этого словаря было помочь деятельности миссионеров-итальянцев в Грузии.
При вторжении в 1632 году в Грузию царя Ростома с иранским войском Никифор был послом царя Теймураза на встрече с турецким султаном и просил о военной помощи, а после воцарения Ростома (1633) жил при дворе князя Одиши (Самегрело) Левана II Дадиани.
С 1643 по 1649 год снова в Иерусалиме, настоятель Крестового монастыря, вёл весьма полезную деятельность в грузинской религиозной колонии.
В 1649 году возвратился из Иерусалима и поселился в Западной Грузии. Сведения о Никифоре были известны путешественнику Жану Шардену.
Последние годы жизни Ирбах вновь проводит при дворе Левана Дадиани. Был благословлён на должность Католикоса-Патриарха Западной Грузии, однако после скоропостижной смерти в 1657 Дадиани подвергся гонениям со стороны нового князя Одиши — Вамика Липартиани. Никифор был заточён в башню, где скончался в 1658 году.

## Память
Именем Никифора Ирбаха названа улица в Тбилиси